# La Revolución de Emiliano Zapata
La Revolución de Emiliano Zapata es una agrupación musical mexicana. Surgida en Guadalajara, fue insignia del rock mexicano de los años 70 al colocar exitosamente en las listas de popularidad algunos éxitos de su país, de Estados Unidos y en Europa su canción «Nasty Sex» («Sexo sucio»).

## Historia

### Inicios
Su origen fue en 1968 en la colonia Jardines del Bosque de Guadalajara, donde unos jóvenes amigos lograron inventar su propia banda llamándola La Revolución de Emiliano Zapata, El nombre resultó exitoso en un momento en el que la mayoría de los grupos seguían usando nombres en inglés. El 11 de septiembre de 1970 la banda logra su primer ensayo, Javis comenta: "Ese día el cuarto se llenó de magia"
La radiodifusora Radio Internacional de su ciudad organizó un concurso en 1970 en el que participaron Los Spiders, 39.4, La fachada de piedra, La Quinta Visión, Toncho Pilatos entre otros, resultando ganadores La Revolución de Emiliano Zapata. El premio fue grabar con la disquera Polydor Records, dando así a conocer su primer sencillo, «Nasty Sex»; alcanzando rápidamente los primeros lugares del hit parade en México.

### Premios y Reconocimientos
Su compañía discográfica, Polydor Records, les envió desde Hamburgo 5 medallas como reconocimiento a su alto índice de ventas (en Estados Unidos, el Reino Unido y en algunos países de Europa), de su gran éxito «Nasty Sex».  El Heraldo, (por el grupo revelación) el C Xochitl (premio que otorgan las radiodifusoras de la Ciudad de México), Discos de Oro por la venta de más de 100,000 copias de sus hits en inglés "Nasty Sex", "Ciudad Perdida", "Todavía Nada" y "Al Pié de La Montaña", y más tarde por sus éxitos en español "Como te Extraño", "Ayúdame a Olvidar" y "Mi Forma de Sentir", tema de Javier Martín del Campo que le ha dado la vuelta al mundo al ser grabado por muchos artistas como Pedro Fernández, Richard Clayderman, Giro, el dueto brasileño Bruno y Marrone entre muchos más.
Posteriormente lanzaron su segundo sencillo Shit City (Ciudad Perdida), otro éxito con el cual se convierten en el único grupo hasta la fecha que logra posicionar en primer y segundo lugar las listas de popularidad en México, convirtiendo a La Revo (nombre abreviado de sus fans) en el estandarte del Rock Mexicano de los 70. Fueron invitados a actuar en el Festival de Rock y Ruedas de Avándaro —en septiembre de 1971— pero declinaron la invitación debido a un concierto ya agendado en Monterrey.
Los integrantes básicos del grupo en aquel entonces fueron: Óscar Rojas (vocalista), Carlos Valle (guitarra y armonías), Francisco Martínez Ornelas (bajo), Antonio Cruz (batería) y Javier Martín del Campo (dirección y guitarra). Marco Carrasco (guitarrista y armonía) fue miembro de esta agrupación primero y suplido luego por Carlos Valle, el baterista en sus inicios fue Antonio Cruz.
Óscar Rojas dijo:[¿dónde?] «El vocalista y la segunda guitarra, Óscar Rojas y Carlos Valle abandonamos la agrupación en el verano del 72, durante el hoyo negro que sufrió el rock nacional a raíz de la persecución y satanización después de Avándaro».

### Etapa de balada romántica
Debido al ambiente de represión desatado por el gobierno de México contra el rock en todas sus variantes en el país, los integrantes de «La revo» optaron por dar un cambio radical a su estilo musical, convirtiéndose en intérpretes de balada romántica, lo que dio una pausa a su historia musical en lo que a rock se refiere. Según Javier Martín del Campo el grupo tenía al mismo manager que Grupo Yndio, quienes se dedicaban exitosamente a la balada romántica, razón que los convenció de tomar ese camino. Dicho cambio —según Antonio Cruz el baterista—[cita requerida] fue meditado detenidamente y lo decidido permitió a la banda continuar existiendo en el ambiente artístico, pero aunque lograron la "supervivencia" en el medio artístico. Los fans originales consideraron como traición el cambio de género musical.
Ya integrados a otra casa discográfica (Discos Melody) con otra formación que incluye a: Jorge G. (vocalista), Servando Ayala Bobadilla (teclados), Adrián Cuevas (bajo), Antonio Cruz (batería) y Javier Martín del Campo «Javis» (guitarra) lograron resurgir en los medios a través de varias canciones románticas que los colocan de nuevo en las listas de popularidad mexicanas. «Ayúdame a olvidar» (?), «Como te extraño» entre otras (1975), y un tema autoría de «Javis» «Mi forma de sentir» (1979) permitieron que la agrupación se reubicara en el gusto musical popular, convirtiéndose este último en un tema de catálogo con más de 50 versiones, entre ellas la de Pedro Fernández y el dueto brasileño Bruno e Marrone.
Según el mismo Javis, la raíz del rock siempre estuvo presente en ellos aún en esta etapa: «éramos demasiado finos para esa onda y nos sentíamos de alguna forma desubicados pese a trabajar en ese mundo como 15 años; nunca quisimos deshacernos de nuestras raíces rockeras».

### Nuevo regreso alrock
Luego de trabajar más de una década en el ambiente de la balada romántica, «La revo» se separaron por un tiempo hasta que Javier Martín del Campo decidió reunirse con Servando Ayala y reformar La Revolución de Emiliano Zapata como grupo de rock. Ello se dio hacia el 2009, cuando lanzan el álbum titulado simplemente «La Revo» con el sello independiente Discos Imposibles con versiones nuevas de sus antiguos éxitos «Nasty Sex», «Ciudad perdida» y «Mi forma de sentir». El sencillo del disco, lanzado con un vídeo fue «Mi árbol oficial».
A partir del polémico festival de Avándaro, la semilla de lo que ahora llamamos rock mexicano se vio condenada a la inexistencia que impone la marginalidad.

### Actualidad
La Revolución de Emiliano Zapata celebra su 45 Aniversario marcando definitivamente el regreso de la banda a los grandes escenarios después de su exitosa presentación en uno de los festivales más importantes del mundo; Vive Latino, así como en masivos de gran importancia como; Rock X La Vida, Íconos del Rock Tapatío, invitados por la revista Rolling Stone al Plaza Condesa por la edición especial de Rock Latino 70’s junto a Alex Lora y Javier Bátiz.
Hoy La Revo sigue mas vigente que nunca haciendo presentaciones nacional e internacionalmente, estando presente en todas la plataformas digitales destacando sus más de 300 mil escuchas mensuales en Spotify. Javier Martín del Campo sigue como líder indiscutible llevando la batuta y dando TODO al lado de su banda. 

### Cine y Streaming
En 1971 el reconocido director de cine en México; Jaime Humberto Hermosillo, aprovecha el éxito de la banda e incluye a “La Revo” en un proyecto cinematográfico;  La Verdadera Vocación de Magdalena (primera película mexicana con banda sonora original), el grupo y Javier actúan en un papel protagónico al lado de grandes actrices como Angélica María y Carmen Montejo, en este proyecto el Javis produce y compone los temas del sountrack.
La música de La Revolución de Emiliano Zapata también ha trascendido a la gran pantalla, primero, a través de la película del galardonado director mexicano Alfonso Cuarón;  del 2001 en la que incluyó Nasty Sex como parte de la banda sonora, y más recientemente en la ganadora del Oscar; Roma, con el tema Ciudad Perdida. Este mismo título es también es incluido en la banda sonora de la serie; El Cesar, contenido biográfico de Netflix que trata sobre la vida del célebre boxeador mexicano Julio César Chavez.  
En 2015 la revista Vice convoca a 2 bandas de culto en México; Caifanes y La Revolución de Emiliano Zapata a un divertido ejercicio en el que los integrantes de las dos bandas son filmados mientras interactúan entre ellos entrevistándose a sí mismos logrando millones de reproducciones en YouTube.    
En 2019 se estrena en el FICG, el largometraje/documental La Revo, Sing a Song of Love, film de José Leos y Ricardo Sotelo que trata sobre los orígenes, evolución, fracasos y triunfos de La Revo destacando las entrevistas hechas a los principales protagonistas del Rock Mexicano como Javier Batiz, Alex Lora, Kenny Aviléz, Arturo Ibarra etc.   
En 2021, Javier Martín del Campo es invitado por el director Picky Talarico y la revista Rolling Stone Argentina a participar en una serie para Netflix llamada Rompan Todo, producción del gran Maestro Gustavo Santaolalla donde se narra la historia del Rock Latinoamericano a través de tomas originales de conciertos y entrevistas a los principales protagonistas del género.

## Integrantes
- Javier Martín del Campo, «Javis»,[1] dirección, guitarra y voz. Egresado de la Escuela de Música de la Universidad de Guadalajara, fundó La Revolución de Emiliano Zapata.
- Servando Ayala - teclados. De profesión comunicólogo, ha integrado por 23 años el grupo y ha sido 42 años músico profesional. Ha participado en grupos como La Fachada de Piedra, 39.4, Spiders, el grupo Vierling, el grupo de jazz “Copenhague”, Kenny Avilés, Andrés Haro y contribuyendo con Tony Vierling en la autoría de «Back», el tema más conocido de esta agrupación, también fundamental en el rock mexicano.
- Juan Manuel Ayala - bajo y voz.
- Daniel Kitroser - batería, percusión y voz. Nació en Córdoba, Argentina. Su formación musical proviene de conservatorios y percusionistas en su ciudad natal. Comenzó en "La Revo" en el año 2004 y ha colaborado como productor y músico en grabaciones y presentaciones con La Legión, Sostén (Argentina), Gerardo Enciso, El Personal, Rostros Ocultos, La Dosis, Rubén Rada, La Roca, Kabah, Mitote Jazz y Hernaldo Zúñiga, entre otros.

## Discografía
Álbumes de estudio
- Revolución de Emiliano Zapata (1971, Polydor)
- Nada del hombre me es ajeno (La verdadera vocación de Magdalena) (1972, Polydor)
- La Nueva Onda de la Revolución de Emiliano Zapata (1975, DIMECA)
- Cómo te Extraño (1976, Melody)
- Mi forma de sentir (1979, Melody)
- La Revolución de Emiliano Zapata (1980, Melody)
- Nada De Ti (1982, Discos Y Cintas Melody, S.A.)
- La fuerza de tu amor (1983, Laser Internacional)
- La Revolución de Emiliano Zapata (1985, Laser Internacional)
- Porque Te Amo (1987, Laser Internacional)
- La Revolución De Emiliano Zapata (1988, Rocio)
- Aprendí A Vivir Sin Ti (1989, Capitol/EMI Latin)
- Querido Amigo (1992, Capitol/EMI Latin)
- Solo Tu (2006, Union Music Group)
- La Revo (2009, Discos Imposibles)
- Romance (2019, InnerCat Music Group, LLC)

EPs
- ¡La revolución ataca! (1972, Polydor)
- Congore Tumbero a la Mar (1973, Polydor)
- La Revo a la calle (1974, inédito)